# Símbolo fálico

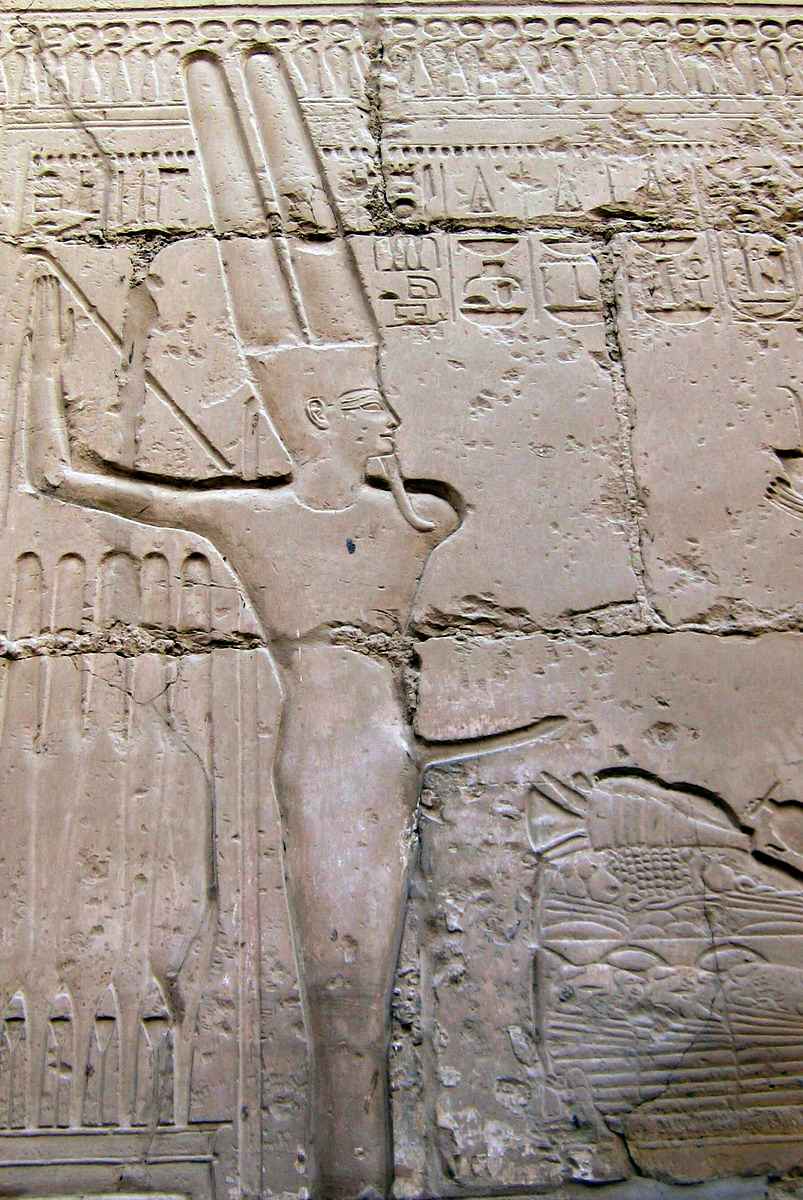
Relieve itifálico del neter o dios egipcio Min.

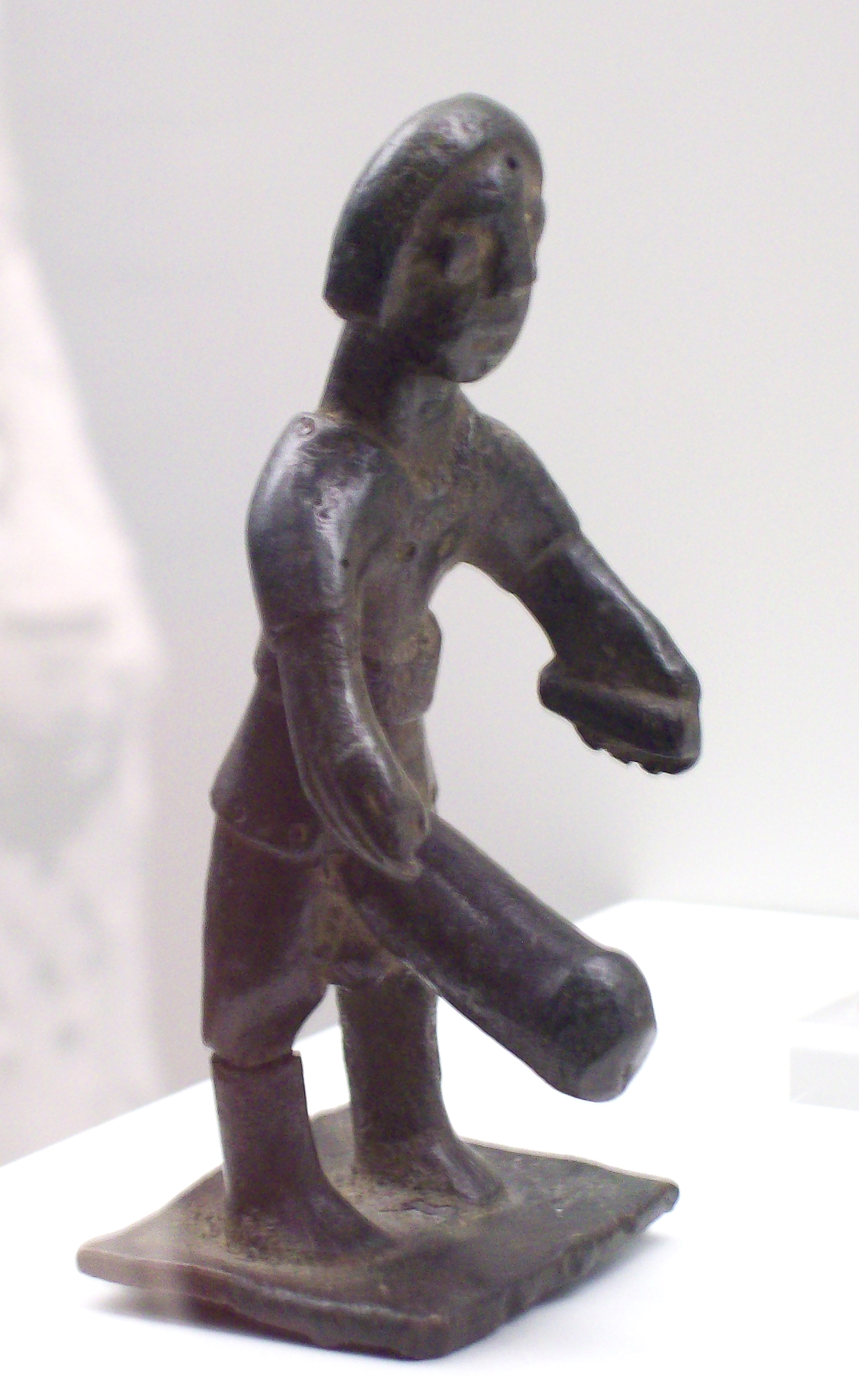
Figura ibera itifálica (M.A.N., Madrid).

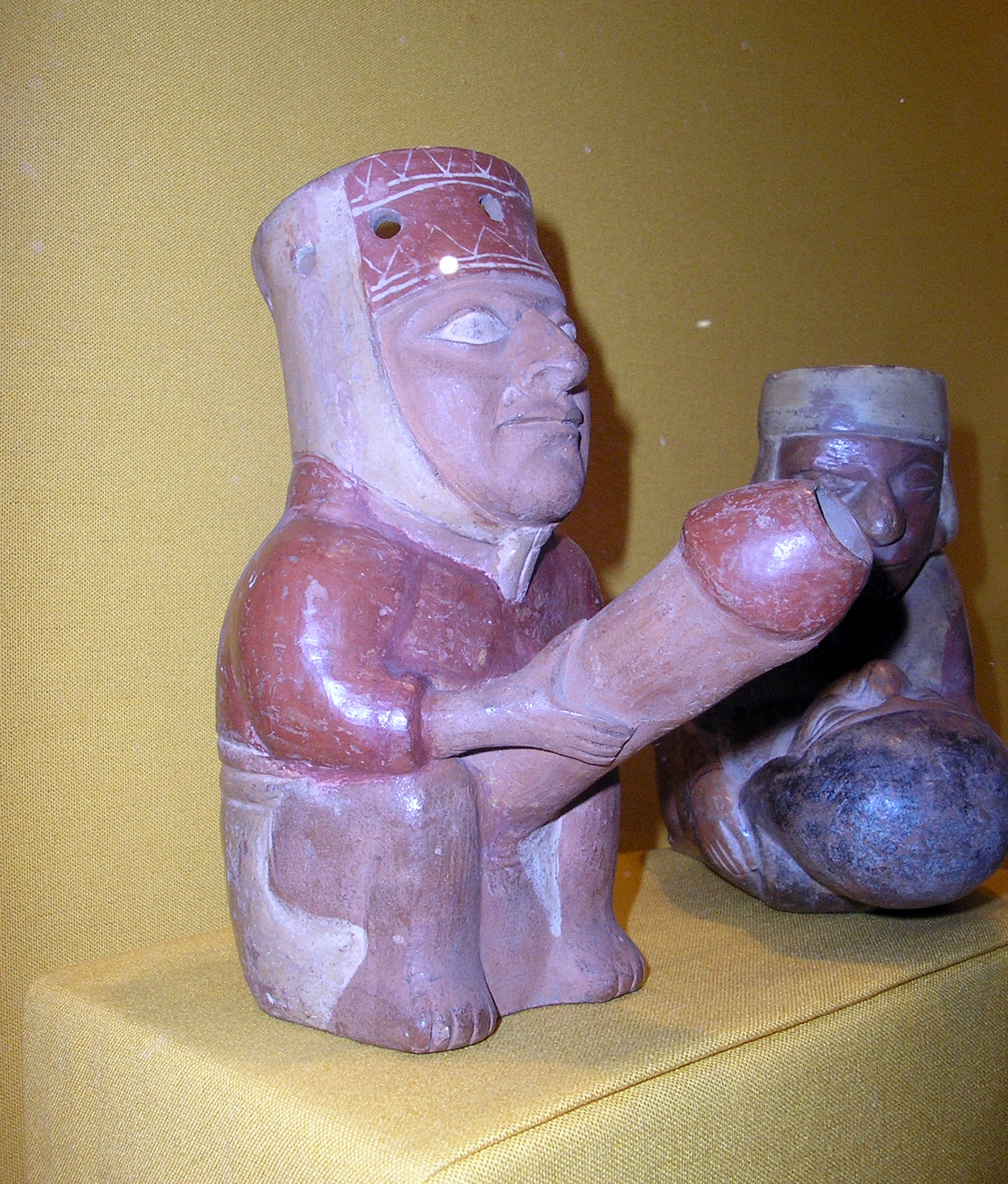
Estatuilla en terracota mochica que representa a un ser dotado de un gran pene, por lo que resulta semejante al mítico Kurupí de las creencias avá (Museo de La Plata, Buenos Aires).

El símbolo fálico (del latín phallus y este del griego φαλλός, phallos) remite a los conceptos de virilidad y fecundidad y ha estado presente en la cultura desde la Antigüedad. Se trata de cualquier objeto que se asemeje visualmente a un pene o cosas similares, refiriéndose a estos símbolos como «algo fálico». El uso o culto de estos símbolos se suele denominar[cita requerida] falismo, neologismo aún no recogido por la Real Academia Española.

## Anatomía física
El falo se refiere al pene erguido o hace referencia al órgano sexual masculino de ciertos pájaros, diferenciándolo anatómicamente del pene de un mamífero.

## Símbolos fálicos en el arte
Se encuentran esculturas antiguas representando falos en múltiples lugares del mundo. Existen vestigios en la Grecia y Roma antigua. También es un símbolo muy común en la India, donde existe el llamado lingam o falo del deva o dios Shivá. 
Uno de los más antiguos, que fue hallado a principios del año 2005, es el llamado «falo de Hohle», data de la Edad de Piedra, con una edad aproximada de 28.000 años, descubierto en la cueva Hohle Fels. 
Shakespeare añadió a menudo símbolos fálicos a sus obras, haciendo un juego de palabras, por ejemplo, con espadas y cuchillos representando la masculinidad.

### Obeliscos y menhires
En líneas generales se considera que casi todos los antiguos monumentos alargados y erectos, como los obeliscos, el "árbol" Djed y los menhires, son representaciones fálicas estilizadas y suelen aludir al poder y a la fertilidad; muchas veces las imágenes de serpientes suelen tener también significaciones fálicas (véase Kukulkán, Renenutet, Kundaliní, etc.). En el caso del Djed, es asimismo uno de los antiguos símbolos de la resurrección (junto al loto, el escarabajo pelotero o ḫpru o Jopirru, etc., aunque estos no tengan ningún aspecto fálico, comparten con el obelisco y el "árbol" Djed varios simbolismos). En cuanto al yoga hindú o indio, la Kundaliní es una alegoría de la Śakti o fuerza vital latente que convenientemente "despertada" permitiría una palingenesia o samādhi.

## Símbolos fálicos y religión
Los símbolos fálicos en la religión, hablando antropológicamente, se refieren a la adoración ritual del pene humano por defecto. Han sido encontrados estos referentes en muchas culturas milenarias, como la India, Sumeria y la Grecia antigua.

### Shivaísmo
El linga (o lingam) todavía se utiliza en la religión shivaísta como símbolo de adoración del dios hindú Shivá. El uso de este símbolo es una tradición desde tiempo remoto en la India. Algunos estudiosos creen que el culto al lingam se origina en la cultura del valle del Indo y en la adoración fálica de culturas prehistóricas anteriores.
El lingam se suele encontrar conjuntamente con el ioni (en inglés yoni), símbolo representativo del órgano sexual femenino.

### Grecia antigua
En la religión tradicional griega, Hermes, antes de ser considerado el dios de los mensajeros en la mitología griega, era una deidad fálica asociada a la fertilidad masculina. Esto explicaría las condiciones de su descendiente Pan, representado en múltiples ocasiones con una erección constante. También el dios Príapo tendría estas características.

### Escandinavia antigua
En esta cultura, el dios Freyr de los nórdicos es considerado igualmente una deidad fálica que representa la fertilidad y amor masculinos. Se ha encontrado una figurilla de este dios en Suecia, donde se ve a Freyr divertirse con un órgano erguido, algo que también confirmó Adán de Bremen en su descripción de la estatua de Freyr en el templo en Upsala. Asimismo existe un mito sobre Völsa þáttr, que narra la historia de una familia de noruegos que adoraba al pene disecado de un caballo.

### Roma antigua y países latinos

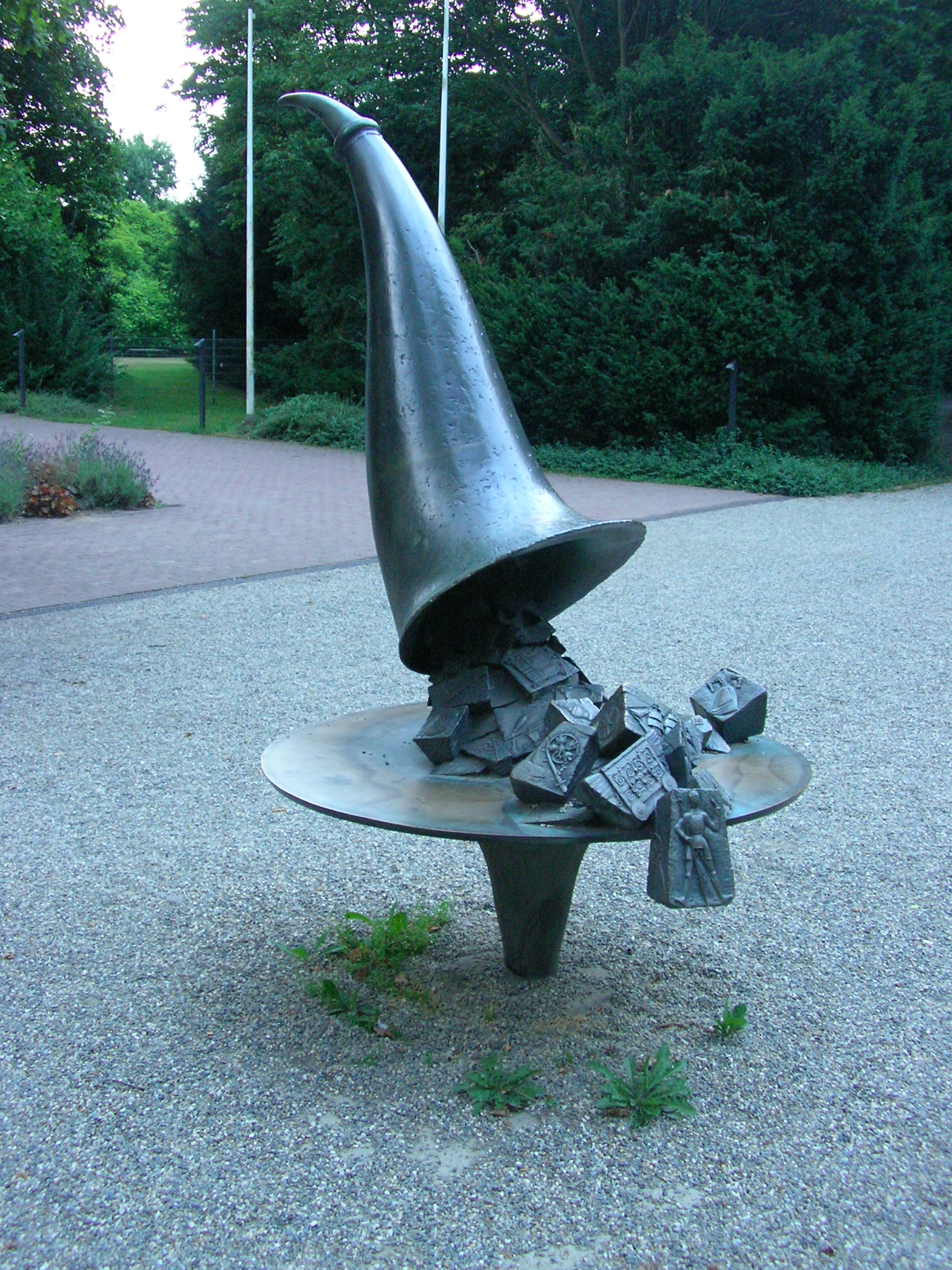
Representación de una cornucopia.

En la antigua Roma, una figurilla fálica se usaba como joya que servía para alejar el mal de ojo, ya que se le consideraba dotada de un efecto apotropaico, y al mismo tiempo traer buena suerte (en la Italia actual, especialmente en el Mezzogiorno y en países en donde la inmigración italiana ha sido o es importante, queda un rasgo cultural que parece proceder de tales figurillas: por ejemplo, las confeccionadas con oro, plata, terracota o un coral rojo con forma fálica o si no semejante al de una flama, el cornicello o cornetto napoletano, corno napoletano o cuerno napolitano) del mismo modo, ya que el cuerno, en cuanto a magia imitativa, es un símbolo fálico, así como la cornucopia. Por otra parte, hay que recordar que la radical vir (vires), de la cual derivan, entre otras, la palabra vigor, significa originalmente el falo. De un modo parecido, en ciertas zonas de España se encuentran los amuletos y signos manuales llamados higa.

### Japón
Aún hoy (y con un aspecto ritual bastante semejante al de los antiguos carnavales romanos), en Japón y en especial en la ciudad de Kawasaki se hace el festejo adscrito al sintoísmo denominado Kanamara Matsuri, en el cual se celebra al falo (directamente en esculturas o en alimentos con forma de pene humano) como símbolo de la fuerza o vigor, la fertilidad y la buena suerte.

### Cristianismo
Aunque el falo lejos está de ser adorado, idolatrado o venerado en el cristianismo (religión que, por el contrario, se ha caracterizado por poner bastante en entredicho la sexualidad explícita y prohibir directamente la idolatría de origen pagano), a nivel popular laico existen en ciertas zonas algunas dulías de los calificados desde la antropología como «santos fálicos», ya que se les ha considerado propiciadores de la fecundidad.

### En inglés
- Keuls, Eva C.: The Reign of the Phallus (enlace roto disponible en Internet Archive; véase el historial, la primera versión y la última).
- Leick, Gwendolyn: Sex and Eroticism in Mesopotamian Literature (enlace roto disponible en Internet Archive; véase el historial, la primera versión y la última).
- Lyons, Andrew P., y Harriet D. Lyons: Irregular Connections: A History of Anthropology and Sexuality (enlace roto disponible en Internet Archive; véase el historial, la primera versión y la última).

- Datos: Q3507537